# Касо (Астурія)
Касо (ісп. Caso, аст. Casu) — муніципалітет в Іспанії, у складі автономної спільноти Астурія. Населення — 1869 осіб (2009).
Муніципалітет розташований на відстані близько 340 км на північний захід від Мадрида, 44 км на південний схід від Ов'єдо.
Муніципалітет складається з таких паррокій: Буерес, Калеао, Кампо-де-Касо, Кобальєс, Фельгеріна, Орле, Собрекастієльйо, Танес, Тарна, Тосо.

## Демографія
Динаміка населення (INE ):

## Галерея зображень

Розташування муніципалітету
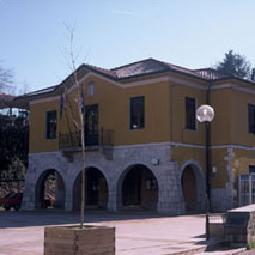
Муніципальна рада Касо у Кампо-де-Касо
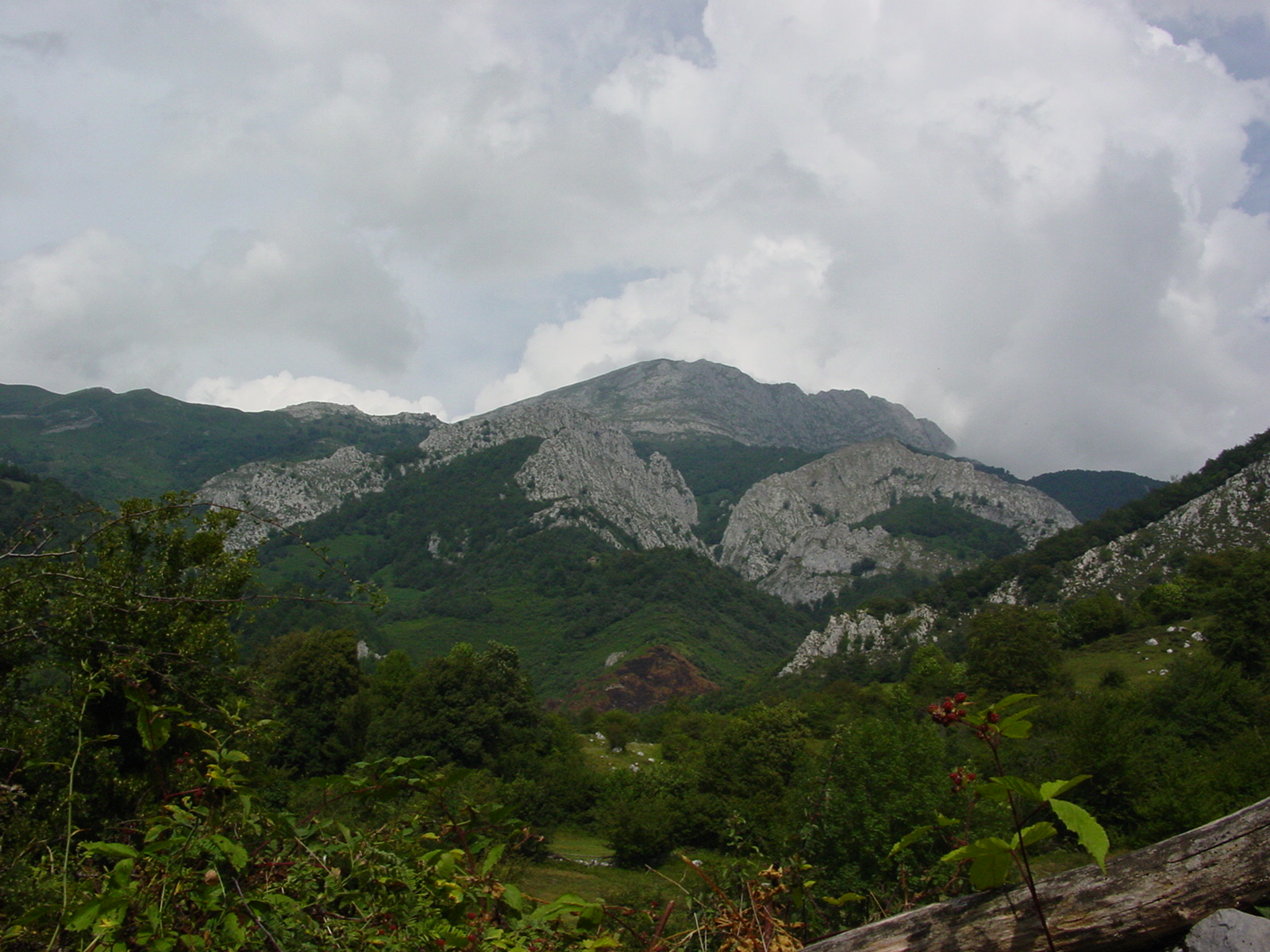
Гора Тіатордос розділяє муніципалітети Касо і Понга